# Нюнесхамн (община)
Община Нюнесхамн (на шведски: Nynäshamns kommun) е разположена в лен Стокхолм, централна Швеция с обща площ 364 km2 и население 26 796 души (към 31 декември 2013). Административен център на община Нюнесхамн е едноименния град Нюнесхамн.